# 791 Ani
791 Ani este un asteroid din centura principală, descoperit pe 29 iunie 1914, de Grigori Neuimin.